# サロージ・カーン
サロージ・カーン（Saroj Khan、1948年11月22日 - 2020年7月3日）は、インドの振付師。ボリウッドで活動し、同映画産業の振付師の中でも指導者的な存在として知られていた。40年以上のキャリアの中で2000曲以上の振り付けを手掛け、「インドのダンス/振付の母(The Mother of Dance/Choreography in India)」と呼ばれていた。2020年に入院先の病院で急死した。

## 生涯

### キャリア

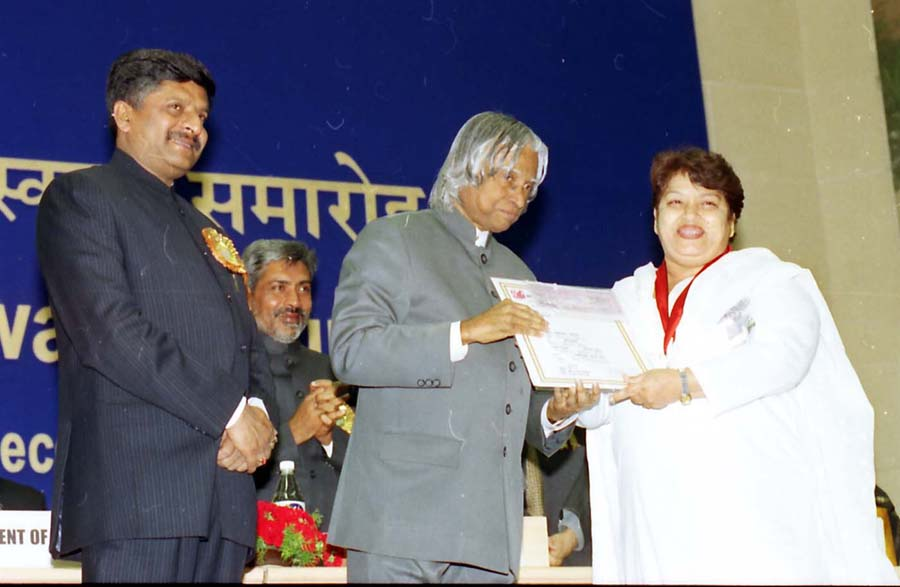
ナショナル・フィルム・アワード振付賞を受賞するサロージ・カーン（2003年）

ボンベイ出身で、本名は「ニルマラ・ナーグパール(Nirmala Nagpal)」。両親はインド・パキスタン分離独立後にパキスタンからインドに移住した。3歳から子役としてキャリアを始め、『Nazarana』で少女シャーマ役を演じ、1950年代からはバックアップ・ダンサーとして活動した。サロージは仕事の合間にB・ソーハンラールからダンスを学び、13歳の時に彼と結婚した。結婚当時ソーハンラールは41歳で、すでに4人の子供がいた。その後、サロージは振付師に転職して振付アシスタントを経て1974年に『Geetaa Mera Naam』で独立した振付師として製作に参加し、成功を収めた。成功後は『Mr. India』『Nagina』『Chandni』でシュリデヴィの振り付け、『Tezaab』『Thanedaar』『Beta』でマドゥリ・ディークシットの振り付けを手掛け、ボリウッドで最も成功した振付師の地位を確立した。
2005年にリアリティーショー『Nach Baliye』で審査員を務め、第2シーズンでも審査員を務めている。ソニー・エンターテインメント・テレビジョンの『Ustaadon Ka Ustaad』にも出演している。2008年に『Nachle Ve with Saroj Khan』でホスト役を務め、『Boogie Woogie』ではジャーヴェード・ジャフリー、ラヴィ・ベールと共演した。『Taarak Mehta Ka Ooltah Chashmah』でも審査員を務めている。2012年にはPSBTと映画局が共同製作したサロージのドキュメンタリー番組『The Saroj Khan Story』が放送された。

### 死去
2020年6月17日にムンバイ・バンドラにあるグル・ナナク病院に入院し、7月3日に心停止により死去した。

## 受賞歴
- 国家映画賞 振付賞（英語版）[16]
- フィルムフェア賞 振付賞
- 国際インド映画アカデミー賞 振付賞
- アメリカン・コレオグラフィー・アワード（英語版）
- ナンディ賞 振付賞（英語版）